# Štefan Zamkovský
Štefan Zamkovský, także István Zamkovszky (ur. 25 grudnia 1907 w Lewoczy, zm. 15 maja 1961 w Bańskiej Szczawnicy) – słowacki taternik, przewodnik tatrzański i fotograf.
Štefan Zamkovský przybył w Tatry w poszukiwaniu pracy, początkowo pracował jako nosicz – wnosił zaopatrzenie do Schroniska Zbójnickiego i Schroniska Téryego. Taternictwem zainteresował się podczas pracy tragarza, w latach 1927–1938 był jednym z najaktywniejszych wspinaczy po czechosłowackiej stronie Tatr. Jego partnerami wspinaczkowymi byli Węgrzy, Słowacy, Czesi i Polacy m.in. Stanisław Motyka, Jan Sawicki, Zoltán Brüll, Bolesław Chwaściński i Wiesław Stanisławski. W 1934 roku został zawodowym przewodnikiem tatrzańskim, wraz z Matthiasem Nitschem był jednym z najbardziej cenionych przewodników z uwagi na umiejętności wspinaczkowe i ratownicze.
W latach 1936–1942 wspólnie z Janem Kácianem był chatarem Schroniska Téryego. W 1942 roku u wylotu Doliny Małej Zimnej Wody wybudował prywatne schronisko, które prowadził do 1948 roku. Nosiło ono wówczas aktualną nazwę Schronisko Zamkovskiego. W 1948 roku zostało ono skonfiskowane przez państwo czechosłowackie i nazwane „Nálepkową chatą”. W latach 1949–1950 prowadził jeszcze Schronisko Bilíka, następnie opuścił Tatry i przeprowadził się do Bańskiej Szczawnicy, gdzie przebywał aż do śmierci.
Štefan Zamkovský prowadził także ożywioną działalność pisarską. Był wielojęzyczny – potrafił posługiwać się również językiem polskim, choć z błędami. Jego taternickie teksty publikowane były m.in. w polskim „Taterniku” – do redakcji przysyłał gotowe artykuły w języku polskim, które publikowane były po korektach stylistycznych.

## Ważniejsze tatrzańskie osiągnięcia wspinaczkowe
- uczestnik pierwszego przejścia południowo-wschodniej ściany Zamarłej Turni,
- uczestnik pierwszego przejścia prawego filara wschodniej ściany Zadniej Baszty,
- uczestnik pierwszego przejścia południowego filara i południowo-zachodniej ściany Ostrego Szczytu,
- uczestnik pierwszego przejścia zachodniej ściany Małego Lodowego Szczytu,
- uczestnik pierwszego przejścia zachodniej ściany Łomnicy,
- uczestnik pierwszego przejścia południowej ściany Wschodniego Szczytu Wideł,
- uczestnik pierwszego wejścia południowo-wschodnim uskokiem Zadniego Mnicha,
- pierwsze przejście zimowe granią z Ostrego Szczytu na Jaworową Przełęcz,
- pierwsze wejście zimowe przez Niemiecką Drabinę na Łomnicę,
- próba pierwszego zimowego przejścia północno-zachodniej ściany Galerii Gankowej.